# Currie Cup First Division 2002
La Currie Cup First Division de 2002 fue la tercera edición de la segunda división del rugby provincial de Sudáfrica.
El campeón fue el equipo de SWD Eagles quienes obtuvieron su primer campeonato.

## Sistema de disputa
El torneo se disputó en formato liga donde cada equipo se enfrentó a los equipos restantes, luego los mejores cuatro clasificados disputaron semifinales y final.

## Clasificación
| Pos. | Equipo           | Encuentros | Encuentros | Encuentros | Encuentros | Tantos | Tantos | Tantos | PB | PB | Puntos |
| Pos. | Equipo           | PJ         | PG         | PE         | PP         | F      | C      | Dif    | BO | BD | Puntos |
| ---- | ---------------- | ---------- | ---------- | ---------- | ---------- | ------ | ------ | ------ | -- | -- | ------ |
| 1.º  | SWD Eagles       | 5          | 4          | 0          | 1          | 235    | 123    | +112   | 3  | 1  | 20     |
| 2.º  | Border Bulldogs  | 5          | 3          | 0          | 2          | 139    | 112    | +27    | 4  | 2  | 18     |
| 3.º  | Mighty Elephants | 5          | 3          | 0          | 2          | 195    | 149    | +46    | 3  | 2  | 17     |
| 4.º  | Leopards         | 5          | 3          | 0          | 2          | 112    | 132    | -20    | 3  | 1  | 16     |
| 5.º  | Boland Cavaliers | 5          | 1          | 0          | 4          | 161    | 187    | -26    | 4  | 2  | 10     |
| 6.º  | Griffons         | 5          | 1          | 0          | 4          | 97     | 236    | −139   | 0  | 0  | 4      |

|  | Semifinalistas. |

### Semifinales
| 12 de octubre | SWD Eagles | 59 - 17 | Leopards |  |  |

| 12 de octubre | Border Bulldogs | 40 - 32 | Mighty Elephants |  |  |

### Final
| 19 de octubre | SWD Eagles | 29 - 20 | Border Bulldogs |  |  |

| Bandera de Sudáfrica |
| Campeón SWD Eagles   |
| Primer título        |